# シャッターチャンスの連続
「シャッターチャンスの連続」（シャッターチャンスのれんぞく）は、1995年3月17日に発売された岩男潤子の1枚目のシングルである。

## 概要
本曲は、元々井上喜久子のシングル曲としてリリースされる予定だったが、当時井上が出演していたアニメ『らんま1/2』のキャラクターソングの仮歌を岩男が歌っていたことと、岩男の声優デビュー作となるNHKアニメ『モンタナ・ジョーンズ』のイメージソングに起用されることから、岩男が本曲を歌うこととなった。
カップリングの「恋がひとつ消えてしまったの」は、アニメ『らんま1/2』のキャラクターユニット「DoCo」（井上もメンバーの一人である）の楽曲カバーで、これも同様に『らんま1/2』のキャラクターソングの仮歌を岩男が歌っていた縁でカバーすることとなった。オリジナルは『らんま1/2 DoCo Second』に収録されている。

## 収録曲
1. シャッターチャンスの連続
作詞：Sora、作曲・編曲：山本はるきち
2. 恋がひとつ消えてしまったの
作詞：乱馬的歌劇団文芸部、作曲・編曲：山本はるきち
3. シャッターチャンスの連続（オリジナル・カラオケ）
4. 恋がひとつ消えてしまったの（オリジナル・カラオケ）

## 品番
- PCDG-00073